# Step in the Arena
| Críticas profissionais | Críticas profissionais |
| Avaliações da crítica  | Avaliações da crítica  |
| Fonte                  | Avaliação              |
| ---------------------- | ---------------------- |
| Allmusic               | [ 1 ]                  |
| Rolling Stone          | [ 2 ]                  |
| Select                 | [ 3 ]                  |
| The Source             | [ 4 ]                  |

Step in the Arena é o segundo álbum de estúdio do duo de Hip hop, Gang Starr, lançado em janeiro de 1991. Inicialmente, o álbum recebeu a nota de 3.5 microfones de 5 na revista The Source. Em 1998, o trabalho foi selecionado como um dos The Source Magazine's 100 Best Rap Albums. Em 2007 ele foi nomeado o melhor álbum de Rap de todos os tempos pela IGN.com.

## Faixas
| #  | Título                                              | Produtor(es)     | Artista(s)     | Tempo |
| -- | --------------------------------------------------- | ---------------- | -------------- | ----- |
| 1  | "Name Tag (Premier & The Guru)"                     | DJ Premier, Guru | Guru           | 0:36  |
| 2  | "Step In The Arena"                                 | DJ Premier, Guru | Guru           | 3:37  |
| 3  | "Form Of Intellect"                                 | DJ Premier, Guru | Guru           | 3:40  |
| 4  | "Execution Of A Chump (No More Mr. Nice Guy Pt. 2)" | DJ Premier, Guru | Guru           | 2:41  |
| 5  | "Who's Gonna Take The Weight?"                      | DJ Premier, Guru | Guru           | 3:56  |
| 6  | "Beyond Comprehension"                              | DJ Premier, Guru | Guru           | 3:13  |
| 7  | "Check The Technique"                               | DJ Premier, Guru | Guru           | 3:58  |
| 8  | "Lovesick"                                          | DJ Premier, Guru | Guru           | 3:27  |
| 9  | "Here Today, Gone Tomorrow"                         | DJ Premier, Guru | Guru           | 2:18  |
| 10 | "Game Plan"                                         | DJ Premier, Guru | *Instrumental* | 1:08  |
| 11 | "Take A Rest"                                       | DJ Premier, Guru | Guru           | 4:21  |
| 12 | "What You Want This Time?"                          | DJ Premier, Guru | Guru           | 2:41  |
| 13 | "Street Ministry"                                   | DJ Premier, Guru | Guru           | 1:25  |
| 14 | "Just To Get A Rep"                                 | DJ Premier, Guru | Guru           | 2:42  |
| 15 | "Say Your Prayers"                                  | DJ Premier, Guru | Guru           | 1:24  |
| 16 | "As I Read My S-A"                                  | DJ Premier, Guru | Guru           | 3:02  |
| 17 | "Precisely The Right Rhymes"                        | DJ Premier, Guru | Guru           | 3:25  |
| 18 | "The Meaning Of The Name"                           | DJ Premier, Guru | Guru           | 2:55  |

## Samples
Name Tag (Premier & The Guru)
- "Fantasy Interlude" por The Originals

Step In The Arena
- "Bumpin' Bus Stop" por Thunder and LightningThunder and lightning
- "A Blow For Me, A Toot To You" por Fred Wesley and the Horny Horns
- "Four Play" por Fred Wesley And The Horny Horns
- "Never Let 'em Say" por Ballin'jack

Form Of Intellect
- "Better Half" por Maceo & All the King's Men
- "Dope Beat" por Boogie Down Productions (Vocais por KRS-One)
- "Holy War" por Divine Force Crew
- "Here I Come" por Lord Finesse

Execution Of A Chump (No More Mr. Nice Guy Pt. 2)
- "Don't it Drive You Crazy" por Pointer Sisters

Who's Gonna Take The Weight?
- "Who's Gonna Take the Weight?" por Kool & the Gang
- "Parrty" por Maceo & the Macks
- "To Da Break Of Dawn" por LL Cool J

Beyond Comprehension
- "Up on Cripple Creek" por The Band

Check The Technique
- "California Soul" por Marlena Shaw
- "Keep Your Eyes on the Prize" por Marley Marl (Vocais por Masta Ace)
- "To Da Break Of Dawn" por LL Cool J

Lovesick
- "Trying to Make a Fool of Me" por The Delfonics
- "Pain" por Ohio Players
- "Never Had a Dream" por Ohio Players
- "Ain't There Something Money Can't Buy" por Young-Holt Unlimited

Here Today, Gone Tomorrow
- "You'll Like it Too" por Funkadelic
- "Crosswind" por Billy Cobham
- "Just Rhyming With Biz" por Big Daddy Kane
- "Ease Back" por Ultramagnetic MC's (Vocais por Kool Keith)

Take A Rest
- "UFO" por ESG
- "T Plays it Cool" por Marvin Gaye
- "Give it Up" por Kool & the Gang
- "Right on for the Darkness" por Curtis Mayfield
- "Funky Miracle" por The Meters
- "Rapper's Delight" por Sugarhill Gang
- "Poetry" por Boogie Down Productions (Vocais por KRS-One)

What You Want This Time?
- "Nose Job" por James Brown

Street Ministry
- "Leaward Winds" por Billy Cobham

Just To Get A Rep
- "E.V.A." por Jean Jacques Perrey
- "Funky For You" por Nice & Smooth (Vocais por Greg Nice)
- "Eazy Street" por Eazy-E

Say Your Prayers
- "Wilford's Gone" por The Blackbyrds

As I Read My S-A
- "Easy to Be Hard" por Kole & Param

Precisely The Right Rhymes
- "Outside Love" por Brethren
- "Magdelena" por Leo Sayer

## Singles
| Informação do single                                                                                            |
| --- |
| "Just To Get A Rep" - Lançamento: 25 de fevereiro de 1991 - Lado B: "Who's Gonna Take The Weight?"              |
| "Lovesick" - Lançamento: 11 de abril de 1991 - Lado B: "What You Want This Time?", "Credit Is Due"              |
| "Step In The Arena" - Lançamento: 29 de agosto de 1991 - Lado B: "Check The Technique (Remix)", "Credit Is Due" |

## Quadro de posições do álbum
| Ano  | Álbum             | Quadro de posições | Quadro de posições     | Quadro de posições |
| Ano  | Álbum             | Billboard 200      | Top R&B/Hip Hop Albums |                    |
| 1991 | Step In The Arena | #121               | #19                    |                    |

## Quadro de posições dos singles
| Ano  | Música                       | Quadro de posições | Quadro de posições               | Quadro de posições |
| Ano  | Música                       | Billboard Hot 100  | Hot R&B/Hip-Hop Singles & Tracks | Hot Rap Singles    |
| 1991 | Just To Get A Rep            | -                  | -                                | #5                 |
| 1991 | Step In The Arena            | -                  | -                                | #5                 |
| 1991 | Lovesick                     | -                  | -                                | #11                |
| 1991 | Who's Gonna Take The Weight? | -                  | -                                | #9                 |